# Ignazio Oliva (acteur)
Pour les articles homonymes, voir Ignazio Oliva et Oliva.
Ignazio Oliva  est un acteur italien né le 26 septembre 1970 à Gênes (Italie).

## Biographie
Ignazio Oliva est diplômé en Sciences politiques à l'Université de Gênes.

## Formation
- Cours pendant 3 ans au Teatro Cinque, Milan.
- Cours pendant 1 an au Piccolo Teatro di Campopisano, Gênes.
- Cours pendant 1 an Post-Graduate au East 15 Acting School, Londres.
- 3 Ateliers avec Philip Breese du Living Theatre (États-Unis).
- 2 Ateliers avec Trevor Stewart de la Lumière Company (Grande-Bretagne).

## Filmographie
- 1994 : Comme deux crocodiles (Come due coccodrilli) de Giacomo Campiotti : Gabriele, jeune
- 1996 : Beauté volée de Bernardo Bertolucci : Osvaldo Donati , avec Jeremy Irons, Jean Marais, Liv Tyler, Sinéad Cusack, Jean-Louis Trintignant, Joseph Fiennes.
- 1999 : Les Saisons de l'amour (Il tempo dell'amore) de Giacomo Campiotti : Gabriel, avec Natacha Régnier (Marie), Juliet Aubrey (Martha), Ciarán Hinds (Peter), Natalia Piatti (Naty).
- 2001 : Un altro mondo è possibile (documentaire collectif sur les émeutes anti-G8 de Gênes de 2001)
- 2001 : Le Triomphe de l'amour (The Triumph of Love) de Clare Peploe : Harlequin, avec Mira Sorvino, Ben Kingsley, Fiona Shaw, Jay Rodan, Rachael Stirling.
- 2003 : Passato prossimo (it) de Maria Sole Tognazzi : Edoardo Stella
- 2003 : Amorfù d'Emanuela Piovano : Fausto
- 2007 : The Moon and the Stars de John Irvin : Marchesini
- 2009 : Villa Amalia de Benoît Jacquot : Carlo, avec Isabelle Huppert, Jean-Hugues Anglade, Xavier Beauvois, Maya Sansa, Clara Bindi, Viviana Aliberti, Michelle Marquais, Peter Arens